# ねえママ あなたの言うとおり
『ねえママ あなたの言うとおり』は、2013年4月10日にソニー・ミュージックアソシエイテッドレコーズから発売された、amazarashiの6枚目のミニアルバムである。通常盤と2012年1月28日に行われたワンマンライブ「千年幸福論」からのライブ映像が3曲収録されたDVDが付属する初回限定盤の2仕様で発売された。

## プロモーション

### ツアー
2013年5月31日から東京・渋谷公会堂でのライブを皮切りに、3都市4公演のライブツアー「ねぇママ あなたの言うとおり」が開催された。

### シングル
2013年3月27日、「ジュブナイル」がiTunes Storeとレコチョクにて先行配信された。当楽曲は同年3月15日にTOKYO FM「SCHOOL OF LOCK!」内にて初公開、同日24時から24時間限定で特設ウェブサイト内にて公開された。ミュージックビデオはYKBXが監督を務めた。秋田の動きをモーションキャプチャにて取り入れられた3DCGアニメーション映像となっている。
シングルリリースはされなかったが、2013年4月1日に、寒竹ゆりが監督を務めた「性善説」のミュージックビデオが特設ウェブサイトにて公開された。

## 楽曲解説
ジュブナイル
楽曲名は「少年少女、若者」などを意味する。
ベストアルバム『メッセージボトル』に収録された。
性善説
アルバムタイトルはこの楽曲の冒頭の歌詞から取られている。
ベストアルバム『メッセージボトル』に収録された。

## 収録曲
| 全作詞・作曲: 秋田ひろむ。 |                        |            |            |      |
| #                          | タイトル               | 作詞       | 作曲・編曲 | 時間 |
| 1.                         | 「風に流離い」         | 秋田ひろむ | 秋田ひろむ | 5:20 |
| 2.                         | 「ジュブナイル」       | 秋田ひろむ | 秋田ひろむ | 4:29 |
| 3.                         | 「春待ち」             | 秋田ひろむ | 秋田ひろむ | 2:18 |
| 4.                         | 「性善説」             | 秋田ひろむ | 秋田ひろむ | 6:11 |
| 5.                         | 「ミサイル」           | 秋田ひろむ | 秋田ひろむ | 5:20 |
| 6.                         | 「僕は盗む」           | 秋田ひろむ | 秋田ひろむ | 1:25 |
| 7.                         | 「パーフェクトライフ」 | 秋田ひろむ | 秋田ひろむ | 5:09 |
| 合計時間:                  | 合計時間:              | 30:14      |            |      |

| #         | タイトル                         | 作詞  | 作曲・編曲 |
| --------- | -------------------------------- | ----- | ---------- |
| 1.        | 「つじつま合わせに生まれた僕等」 |       |            |
| 2.        | 「爆弾の作り方」                 |       |            |
| 3.        | 「奇跡」                         |       |            |
| 合計時間: | 合計時間:                        | 16:15 |            |